# ماناتسو أكيموتو
ماناتسو أكيموتو (باليابانية: 秋元 真夏) (من مواليد 20 أغسطس 1993 في طوكيو، اليابان) هي مغنية أيدول يابانية وممثلة وشخصية تلفزيونية. وعضوة في مجموعة البنات اليابانية نوجيزاكا 46 [الإنجليزية]. وتظهر أيضًا في برامج المنوعات التلفزيونية المختلفة.

## وصلات خارجية
- ماناتسو أكيموتو على موقع IMDb (الإنجليزية)
- ماناتسو أكيموتو على موقع ميوزك برينز (الإنجليزية)
- ماناتسو أكيموتو على موقع قاعدة بيانات الفيلم (الإنجليزية)
- ماناتسو أكيموتو على موقع ANN person (الإنجليزية)